# 吉崎典子
吉崎 典子（よしざき のりこ、旧名：大林 典子 - おおばやし のりこ、1961年10月29日 - ）は、フリーアナウンサー。元フジテレビアナウンサー。東京都品川区出身。

## 来歴・人物
東京都立武蔵高等学校→東京学芸大学教育学部初等国語科卒業後の1984年、フジテレビにアナウンサーとして入社した。当時、女性アナウンサーは契約社員で、正社員になったのは1985年4月だった。
小学校・中学校・高等学校全ての教員免許（国語）を持っている。大学時代は演劇のサークルに入っていたが、人に会うことが大好きなことからアナウンサーを目指した。
名前の「典子」の別読みから、「テンコさん」と呼ばれていた。1991年に結婚してからは大林姓を名乗っていたが、1998年に離婚した。吉崎姓に戻した後、2005年5月に再婚した。
その後は、アナウンス室企画統括担当部長に就任した。同局主催の舞台「ラヴシーン」のプロデューサーも務めた。2012年7月に編成制作局編成部字幕統括担当部長、2013年7月に秘書室副会長秘書役を経て、2017年7月より総合事業局イベント事業センターライツ事業部シニアプロデューサーに就任した。「フジテレビアナウンストレーニング講座アナトレ」の講師を務めている。2021年10月31日で定年退職した。
2021年12月24日、翌年元日付で生島企画室（現在のFIRST AGENT）と業務提携し、フリーアナウンサーとして活動していくことが明らかになった。
元野球日本代表（侍ジャパン）監督の栗山英樹は大学の同級生である。
フジテレビ時代に歌舞伎役者の十八世中村勘三郎一家のドキュメンタリー番組のナレーションなどを手掛けたこともあって古典芸能への造詣が深く、歌舞伎座のイヤホンガイドを担当したり、自身の名が入った歌舞伎関連のラジオ番組などを企画し放送した。「婦人画報」でコラム「吉崎典子の歌舞伎耳寄り話」も執筆している。

## エピソード
好きな食べ物はラーメン。若い頃に家系ラーメンの総本山「吉村家」を食レポし、店主に稚拙な感想を語ってしまい駄目だしされた。

### テレビ
報道・情報番組の出演経歴
| 期間                              | 期間                               | 番組名                                | 役職                          | 担当日     |
| --------------------------------- | ---------------------------------- | ------------------------------------- | ----------------------------- | ---------- |
| 1984年7月16日                     | 1984年9月28日                      | FNNニュースレポート6:30               | キャスター                    | 平日       |
| 1984年10月1日                     | 1986年3月31日                      | FNNモーニングワイド ニュース&スポーツ | 司会                          | 平日       |
| 1986年3月3日                      | 1986年3月21日                      | FNNニュースレポート11:30              | 小出美奈の代役                | 平日       |
| 1987年3月30日 および 1994年4月1日 | 1991年3月29日 および 1998年3月27日 | おはよう!ナイスデイ                   | 司会                          | 平日       |
| 1991年4月8日                      | 1992年3月31日                      | FNN World Uplink                      | 司会                          | 平日       |
| 1992年4月4日                      | 1993年9月26日                      | FNNスーパータイム                     | キャスター                    | 休日       |
| 1994年10月3日                     | 1995年9月29日                      | FNNニュース2:00                       | シフト勤務キャスター          | （交替制） |
| 1997年3月31日                     | 1998年3月27日                      | FNNニュース3:50                       | キャスター                    | 平日       |
| 1998年4月4日                      | 1999年3月27日                      | 土曜一番!花やしき                     | レポーター                    | 土曜日     |
| 1998年10月4日                     | 2002年3月31日                      | 報道2001                              | 司会                          | 日曜日     |
| 1999年4月1日                      | 2000年3月31日                      | 2時のホント                           | 菊間千乃の代役                | 平日       |
| 1999年10月5日                     | 2000年3月28日                      | 2時のホント                           | 司会                          | 火曜日     |
| 2002年4月1日                      | 2011年3月25日                      | FNNスーパーニュース                   | 『文化芸能部』キャスター      | 平日       |
| 2010年10月4日                     | 2011年3月25日                      | FNNスーパーニュース                   | 『ズバリ天気!』パートナー担当 | 平日       |
| 2011年3月30日                     | 2012年3月28日                      | レインボー発                          | キャスター                    | 水曜日     |
| 2012年1月10日                     | 2012年6月26日                      | BSフジLIVE プライムニュース（BSフジ） | グローバルキャスター          | 火曜日     |
| 2012年1月10日                     | 2012年6月26日                      | ニュースJAPAN                         | ナレーション                  | 火曜日     |
| 2012年4月1日                      | 2012年6月24日                      | FNNレインボー発・あすの天気           | シフト勤務キャスター          | 隔週日曜日 |

バラエティ番組・その他
- 「一枚の写真」（1991年5月24日）
- 「ウゴウゴルーガ2号」（1994年1月 - 2月）: レポーター
- 「ねばぎば!TOKIO」（1997年10月12日 - 1998年9月27日）：アシスタント
- 「脳内エステ IQサプリ」（2004年4月24日 - 2009年3月14日）：ナレーション
- 「あなたの東京」
- 「晴れたらイイねッ!Let'sコミミ隊」（不定期）

### ラジオ
- 私の正論（ニッポン放送、2022年4月 - ）
- 吉崎典子 物見遊山てんこ盛り!（ニッポン放送、2022年4月17日・10月7日、2023年5月4日）

## 同期のアナウンサー
- 川端健嗣
- 寺田理恵子
- 三竹映子
- 吉沢孝明[3]